# Cuandixia
Cuandixia (爨底下, Cuàn dǐxia) eller alternativt stavning Chuandixia (川底下, Chuān dǐxia) är en historisk by som ligger i en dal av Jingxiberget 65 km väster om Himmelska fridens torg i Peking i Kina. Byn är ett välkänt turistmål på grund av dess välbevarade bostadshus med typisk arkitektur från Mingdynastin och Qingdynastin.
Byn byggdes ursprungligen under Mingdynastin (1368 - 1644) när många familjer flyttade hit från Shanxiprovinsen. Av de flera hundra historiska husen i byn är det 70 som är byggda i den klassiska stil där fyra hus tillsammans formar en stenlagd gård i mitten.